# Тул (група)
Вижте пояснителната страница за други значения на Тул.
Тул (на английски: Tool) е американска рок група, основана през 1990 г. в Лос Анджелис, Калифорния. Състои се от барабаниста Дани Кери, басиста Джъстин Чансълър, китариста Адам Джоунс и вокалиста Мейнард Джеймс Кийнан.
Изгряващи с тежък хевиметъл звук с първия си студиен запис, Tool по-късно се издигат до върха на алтърнатив метъла с издаването на втория си студиен албум – Ænima през 1996 г. След продължителната еволюция в музиката им, визуалните изкуства и дълбоките послания, целящи вглеждане в себе си в текстовете на „Lateralus“ (2001) и последния им албум „10,000 Days“ (2006), Tool са определяни като неподчиняваща се на определени стилове група и важна част от прогресив и арт рока.
Групата се стреми да твори нестандартно изкуство под формата на необичайно дълги и сложни произведения, многозначни и абстрактни текстове, неортодоксални видеоклипове. Същевременно кариерата на четиримата музиканти е белязана от противоречиви отношения с музикалната индустрия, цензура, както и продължителна битка за необезпокояван личен живот.
Tool получават универсалното признание на фенове и критици, печелят награди Grammy, провеждат световни турнета и създават албуми, оглавяващи класациите в различни държави. В паузите между издаването на албуми групата си взема дълги почивки, които позволяват съвместна работа с други музиканти и хора на изкуството за създаване на уникални обложки на албуми, сложни светлинни шоута и занимания с множество странични проекти.

## История

### Началото (1990 – 1995)
През 80-те години на XX век бъдещите членове на Tool живеят в Лос Анджелис. Paul d'Amour и Adam Jones искат да работят във филмовата индустрия, докато Maynard James Keenan учи изкуства и по-късно работи като редекоратор на магазини. Danny Carey работи като барабанист на Green Jelly, Carole King и Pigmy Love Circus.
Keenan и Jones са запознати от общ приятел и започват да свирят заедно в края на 80-те. По това време Carey живее над Keenan и е запознат с Jones от Tom Morello, приятел на Jones от училище. Carey се включва към групата, а по-късно се присъединява и басистът Paul d'Amour. След три месеца Tool подписват договор със Zoo Entertainment.
Zoo Entertainment издават „Opiate“ през март 1992 г., извличайки името от заглавието на известното есе на Карл Маркс „Религията е опиума на масите“. EP-то съдържа „най-тежките“ 6 песни, които групата е написала до този момент, със синглите „Hush“ и „Opiate“. Направен е видеоклип на „Hush“, който да промотира сингъла, в който членовете на групата са голи, покриващи само гениталиите си с често използваните лепенки за Parental Advisory (родителски контрол) и със залепени с тиксо усти. Видеото е протест срещу PMRC (Parents Music Resource Center) – организация, подкрепяща цензурата в музиката по това време.
За да промотират „Opiate“, групата прави турнета с Rollins Band, Skitzo, Fishbone и Rage Against The Machine, които провокират позитивни отзиви и дава силен старт на музикалната им кариера. Следващата година Tool издават първия си дългосвирещ студиен албум – Undertow (1993), съдържащ песни, по-голямата част от които написани по времето на „Opiate“. Турнето продължава по план, с изключение на май 1993. Обявен е концерт в Garden Pavilion в Холивуд, но в последната минута Tool научават, че залата принадлежи на Сциентоложката църква на Л. Рон Хъбърд, което противоречи на философията на групата, че човек не трябва да вярва в неща, които ограничават развитието му като човешко същество. Keenan прекарва по-голямата част от шоуто, издавайки овчи звуци на микрофона. През 1993 Tool са наети за концерт на втората сцена на Lollapalooza, са преместени на главната сцена поради успеха и известността им. Това дава положителен ефект върху популярността на Undertow и през декември 1993 албумът е сертифициран със златен статут от RIAA, а през септември – с платинен.
Групата получава негативни отзиви след издаването на сингъла Prison Sex през 1994 и видеоклипа към него, изцяло режисиран и сътворен от китариста Adam Jones. Поради символичните послания, намекващи насилие над деца, Американският отдел на MuchMusic поставя групата под съмнение и обявява клипа за обиден и MTV спира излъчването му само след няколко представяния.
Скоро след записването на втория албум, Tool премивават през първата и единствена промяна в състава си. През септември 1995 Paul d'Amour напуска групата. Justin Chancellor от английската група Peach e избран да замести d'Amour пред съперници като Scott Reeder от Kyuss.

### AEnima, правни премеждия, A Perfect Circle и Salival (1996 – 2000)
След присъединяването на Justin Chancellor, Tool завършват вече започнатия Ænima, издаден през октомври 1996. Първият сингъл, Stinkfist, получава малко излъчвания и е съкратен от радиопрограмите. MTV преименува видеоклипа от Stinkfist на Track #1, заради двусмисленото значение, и текстът на песета е променен. В отговор на оплаквания на фенове за цензурата, Matt Pinfield, водещ на предаването 128 Minutes, изразява съжаленията си, размахвайки юмрук пред лицета си в ефир (от Stinkfist: fist – юмрук), докато обяснява причината за промяната.
Комикът Бил Хикс е дългогодишно вдъхновение за групата и е вписан в обложката на Undertow. Две години и половина преди издаването на Ænima Хикс умира, в резултат на което албумът е посветен на него. По това време групата смята да даде по-голяма гласност на идеите на Хикс, тъй като смятат, че „подкрепят близки вярвания. Единството е философският център. Еволюция. Промяна.“ Последната песен от Ænima, „Third Eye“, в която се пее за войната на правителството на САЩ срещу наркотиците, започва с откъс от представления на Бил Хикс, а припевът на Ænima и обложката на албума съдържат препратки към идеята на Хикс за Калифорния, пропадаща в океана, както и скеч за омразата му към Лос Анджелис. Ænima печели на Tool първата им награда Grammy.
Групата започва турне в подкрепа на Ænima през октомври 1996, две седмици след издаването му. След редица концерти в САЩ и Европа Tool се отправят към Австралия в края на март 1997. На 1 април 1997 групата прави първата от поредица противоречиви първоаприлски шеги, обявявайки на полуофициалния сайт toolshed.down.net:
„… по време на турне в Австралия автобусът на Tool е претърпял сериозно произшествие. По първоначални данни от Zoo Entertainment поне трима от членовете на групата са в тежко състояние с опасност за живота.“
Шегата предизвиква огромно внимание, като е обявена по радиостанции и MTV. По-късно е обявено, че „toolshed.down.net повече няма да се задоволява с глупави шеги в бъдещето“. Турнето продължава още на следващия ден. При завръщането си в Америка Tool свирят на Lollapalooza '97 през юли, този път като хедлайнери, предизвиквайки хвалбите на New York Times:
„Tool се завръщат триумфално на Lollapalooza след представянето си на по-малката сцена през 1997. Сега Tool са главната атракция на фестивала, който се бори да запази първоначалната си цел. […] Tool използват разбиваща табута визия в песни, преминаващи от горчиви порицания до нихилистични осъждания. Музиката им усъвършенства затруднения разкош на грънджа.“
Същата година Volcano Records – наследник на вече несъществуващия Zoo Entertainment, завежда дело срещу Tool за нарушения по договора. Tool са търсили предложения от други музикални лейбъли, което според Volcano нарушава договора. След като Tool завеждат контрадело, твърдейки че Volcano са се провалили да използват опция за подновяване на договора, двете страни решават проблема извън съда. Този сблъсък подлага Tool на голямо напрежение и те отлагат работата по следващия албум. През това време Кийнън основава нова група – A Perfect Circle, с дългогодишния китарен техник на Tool Били Хауърдел и членове на известните групи Marilyn Manson, Primus, Failure, The Smashing Pumpkins, Nine Inch Nails и The Vandals.
Заради страничния проект на Мейнърд Джеймс Кийнън се появяват слухове за разпадането на Tool, които приключват с издаването на бокс сета Salival (2000) на CD/VHS и CD/DVD. CD-то съдържа една нова авторска песен, една кавър версия на „No Quarter“ на Led Zeppelin, концертна кавър версия на „You Lied“ на Peach и концертни изпълнения на стари песни на Tool с различен аранжимент. VHS и DVD версиите съдържат четири видеоклипа и клипа на „Hush“ като бонус на DVD-то. Въпреки че за Salival не са предвидени сингли, скритата песен „Maynard's Dick“ (която е написана още по времето на „Opiate“) бива често излъчвана по FM радиостанции под заглавието „Maynard's Dead“.

### Lateralus, слухове и DVD сингли (2001 – 2005)
През януари 2001 г. на слуховете по отношение на Tool е вдъхнат нов живот след обявяването на новия им албум – Systema Encéphale, заедно със списък на песните, пълен със странни и езотерични заглавия като „Riverchrist“, „Numbereft“, „Encephatalis“, „Musick“ и „Coeliacus“. Из мрежите за споделяне на файлове като Napster се появяват фалшиви песни със същите заглавия. По това време членовете на Tool критикуват открито мрежи като Napster заради негативното им влияние върху не толкова известни изпълнители, които са зависими от успеха на продажбите, за да продължат кариерата си. Кийнън споделя в интервю за NY Rock през 2000 следното:
„Мисля, че има много други индустрии, които заслужават да бъдат съсипани. Тези, които са ощетени от MP3-ките, са не толкова големите компании, колкото артистите, които се опитват да пишат музика.“
Месец по-късно Tool разкриват, че новият албум всъщност ще се казва Lateralus, и че името Systema Encéphale и траклистът са само уловка за музикалните списания и уебсайтове. Lateralus съдържа песни, дълги средно шест и половина минути, водени от видеоклипа към „Parabola“ с десет и половина минути, поставящ поредното предизвикателство към фенове и музикални медии.
Албумът е успешен и достига #1 в Billboard топ 200 албуми в първата си седмица. Tool печелят втората си награда Grammy за най-добро метъл представяне на 2001 за песента „Schism“. В речта при приемане на наградата барабанистът Дани Кери благодари на майка си и Сатаната, докато басистът Джъстин Ченсълър завършва с: „Искам да благодаря на баща ми, че спи с майка ми.“
Следва дълго турне през 2001 и 2002 в подкрепа на Lateralus, включващо минитурне от 10 концерта с King Crimson през август 2001, по време на което прогресив рок ветераните откриват шоутата на Tool. По време на концерт в Red Rocks Amphitheatre Кийнън споделя: „Да съм на една сцена с King Crimson за мен е като за Лени Кравиц да свири с Led Zeppelin, или за Бритни Спиърс на една сцена с Debbie Gibson.“ Турнето завършва на 24 ноември 2002 в Лонг Бийч, Калифорния.
Въпреки че краят на турнето изглежда като началото на поредната дълга пауза на Tool, те не остават съвсем неактивни. Докато Кийнън записва с A Perfect Circle, останалите членове на групата пускат интервю и нов материал достъпен само за фен клуба. На 31 март 2005 официалният уебсайт шокира феновете, като обявява, че „Мейнърд е открил Исус Христос“ и ще преустанови записването на нов материал с Tool вероятно перманентно. Кърт Лоудър от MTV се свързва с Кийнън по имейл, искайки потвърждение. Огтоворът на Кийнън е „ха-ха“. На 7 април официалният сайт съобщава, че всичко е било първоаприлска шега и записите продължават.

## Членове на групата
| Членове - Дани Кери – барабани, перкусии (1990 г. – ) - Адам Джоунс – китара (1990 г. – ) - Мейнърд Джеймс Кийнън – вокалист (1990 г. – ) - Джъстин Ченсълър – бас китара (1995 г. – ) | Бивши членове - Пол Ди Амор – бас китара (1990 г. – 1995 г.) |

## Дискография
Студийни албуми
- Undertow (1993)
- Ænima (1996)
- Lateralus (2001)
- 10,000 Days (2006)
- Fear Inoculum (2019)